# Осторожно! Караси!
«Осторожно! Караси!» — советский короткометражный мультфильм, выпущенный в 1987 году киностудией «Беларусьфильм» режиссёром Виктором Довнаром по сценарию Натальи Лось.

## Сюжет
Рабочий прокладывает дорогу через лес, снося всё на своём пути. Но вот на пути появляется озеро Карась, поверх которого он также собирается прокладывать дорогу. Около озера расположена деревня Карась, все жители которой носят фамилию Карась. Они встают на защиту своей природы. Дед Карась задаёт рабочему загадки о различных существах — Птахе-на-шести-ногах, Тарарае и других. Рабочий начинает видеть этих существ если не разгадывает эти загадки. Тем временем дети Караси разбирают его машину.

## Съёмочная группа
| Кинорежиссёр              | Виктор Довнар                                                                     |
| Автор сценария            | Наталья Лось                                                                      |
| Художник-постановщик      | Владимир Порожняк                                                                 |
| Кинооператор              | Александр Бетев                                                                   |
| Композитор                | Сергей Кортес                                                                     |
| Звукооператор             | В. Головницкий                                                                    |
| Роли озвучивали           | Г. Макарова, В. Горохов, А. Кашкер, Коля Марковский, Юля Космачева, Олег Полушкин |
| Художники                 | В. Вдовенко, М. Беренштейн, В. Хожевец, М. Строцев                                |
| Художники-мультипликаторы | Сергей Косицын, М. Письман, В. Довнар, Н. Лукьянцева, Н. Лось                     |
| Монтаж                    | С. Аксёнова                                                                       |
| Ассистент режиссёра       | И. Ефремова                                                                       |
| Ассистент художника       | Р. Кресиков                                                                       |
| Редактор                  | С. Булыга                                                                         |
| Директор                  | Леонарда Зубенко                                                                  |